# 大鳞沟鰕虎鱼
大鳞沟鰕虎鱼（学名：Oxyurichthys macrolepis）为背眼虾虎鱼科沟虾虎鱼属的鱼类。在中国，分布于东海等海域。该物种的模式产地在浙江。

## 扩展阅读
維基物種上的相關：大鳞沟鰕虎鱼